# Hans-Ulrich von Schweinitz
Hans-Ulrich Felix Heinrich von Schweinitz (geboren 9. Mai 1908 in Sitzmannsdorf, Landkreis Ohlau; gestorben 24. Januar 1972 in Remagen) war ein deutscher Diplomat.

## Familie
Hans-Ulrich von Schweinitz’ Vater Hans von Schweinitz (1875–1937) war preußischer Offizier, Bergrat und Kreisrat in Niederschlesien. Seine Mutter war Margarethe von Prittwitz und Gaffron (1888–1972). Er heiratete standesgemäß am 2. Oktober 1939 in Schadewalde Renata von Zastrow (* 17. September 1919 in Schadewalde; † 29. Juni 2015). Das Paar hatte zwei Kinder:
- Mark-Ulrich von Schweinitz (1940–2009)
- Victoria (* 1942) ⚭ 1970 Magnus von Krosigk (* 1931)

## Leben
Von Schweinitz besuchte das Gymnasium in Liegnitz und studierte ab 1927 Jura in Genf, Dijon und Wien und wurde 1930 in Breslau promoviert. Er ging 1931/32 als Austauschstudent nach Buenos Aires. Nach der Machtübergabe an die Nationalsozialisten wurde er am 1. Mai 1933 Mitglied der NSDAP. Im Mai 1934 wurde er in den Auswärtigen Dienst aufgenommen. Seine Auslandstätigkeit begann er 1935 in Amsterdam, dann 1936 für ein Jahr in Kabul. Nach der Zerschlagung der Tschechoslowakei war er 1939/1940 im Reichsprotektorat Böhmen und Mähren eingesetzt. Ab 1941 war er Konsul in Alexandrette in der neutralen Türkei, wo er bei Kriegseintritt der Türkei im September 1944 interniert wurde. 1945/46 wurde er auch im besetzten Deutschland interniert.
Von Schweinitz war ab 1947 beim Deutschen Pressedienst und in der Wirtschaft tätig und wurde ab 1950 im Bundeswirtschaftsministerium beschäftigt, das ihn 1953 als Direktor zur EGKS vermittelte. 1955 wurde er wieder in den Auswärtigen Dienst einberufen. Von Schweinitz wurde 1962 deutscher Botschafter in Thailand und war von 1967 bis 1970 Botschafter in Kenia.

## Schriften
- Der Schutz der nationalen Minderheiten als Aufgabe des Völkerbundes aus den Friedensverträgen. Ohlau, 1930 Breslau, R.- u. staatswiss. Diss.